# 第146师团
第146师团（Dai-hyakuyonjūroku Shidan）是日本帝国陆军的一个步兵师团。它的代号是护南兵团（Konan Heidan）。该师团于1945年2月28日在熊本市组建。

## 行动
第146师团最初隶属于第57军。第40军从台湾调往九州后，该师被调往鹿儿岛县驻防。
第146师团的主要任务是海防。直到1945年8月15日日本投降，该师团未进行任何战斗。